# Heterometra
Famille
Heterometra est un genre de crinoïdes de la famille des Himerometridae.

## Description et caractéristiques
Ce sont des comatules de grande taille, portant plus de dix bras. Ce sont des Himerometridae avec des cirres allant jusqu'à ~40 mm avec jusqu'à 45 segments, incurvés distalement, avec tous les segments courts, ou les segments distaux plus courts que les proximaux. Les pinnules proximales augmentent en longueur et en force de P1 à P3, allongées, minces ou plutôt robustes, et allant de lisses à carénées, à prismatiques avec des segments portant des épines ou des brides distales. 
On trouve les espèces de ce genre dans l'indo-pacifique, de la zone intertidale à plus de 111 m de profondeur.

## Liste des espèces
Selon World Register of Marine Species (4 novembre 2014) :
- Heterometra affinis (Hartlaub, 1890)
- Heterometra africana (AH Clark, 1911)
- Heterometra amboinae (AH Clark, 1912)
- Heterometra astyanax AH Clark, 1941
- Heterometra ater (AH Clark, 1911)
- Heterometra bengalensis (Hartlaub, 1890)
- Heterometra compta AH Clark, 1909
- Heterometra crenulata (Carpenter, 1882)
- Heterometra delagoae (Gislén, 1938)
- Heterometra flora (AH Clark, 1913)
- Heterometra gravieri AH Clark, 1911
- Heterometra joubini AH Clark, 1911
- Heterometra madagascarensis (AH Clark, 1911)
- Heterometra nematodon (Hartlaub, 1890)
- Heterometra parilis (AH Clark, 1909)
- Heterometra persica (A. H. Clark, 1907)
- Heterometra philiberti (Müller, 1849)
- Heterometra producta (AH Clark, 1908)
- Heterometra propinqua (AH Clark, 1912)
- Heterometra pulchra AH Clark, 1912
- Heterometra quinduplicava (Carpenter, 1888)
- Heterometra reynaudi (Müller, 1846)
- Heterometra sarae AH Clark, 1941
- Heterometra savignii (Müller, 1841)
- Heterometra schlegelii (AH Clark, 1908)
- Heterometra singularis AH Clark, 1909
- Heterometra variipinna (Carpenter, 1882)

Heterometra bengalensis
Himerometra producta
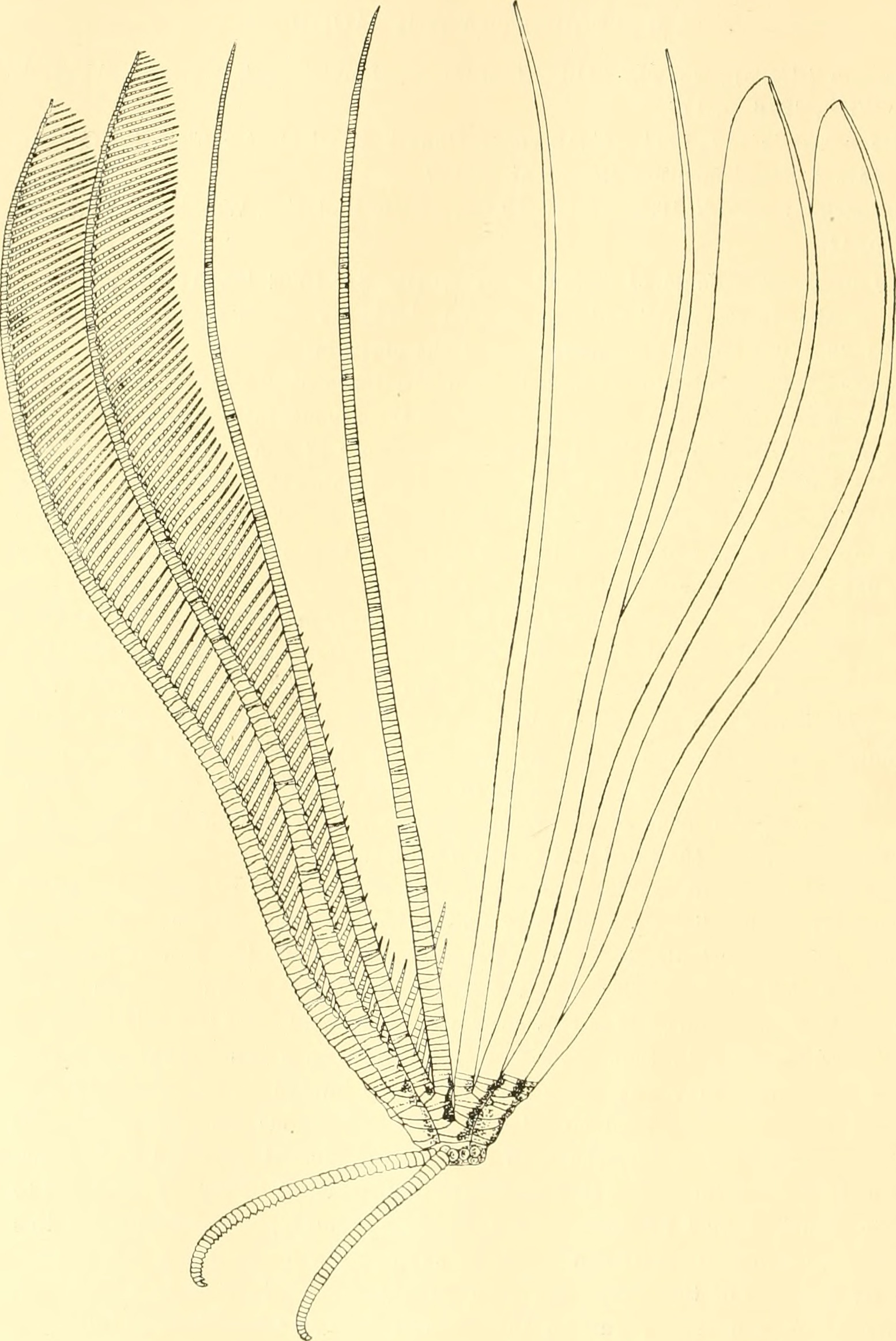
Heterometra reynaudi
Heterometra sarae
Heterometra schlegelii